# Trichilia
Trichilia är ett släkte av tvåhjärtbladiga växter. Trichilia ingår i familjen Meliaceae.

## Dottertaxa tillTrichilia, i alfabetisk ordning[1]
- Trichilia acuminata
- Trichilia adolfii
- Trichilia ambiranensis
- Trichilia americana
- Trichilia appendiculata
- Trichilia aquifolia
- Trichilia areolata
- Trichilia blanchetii
- Trichilia breviflora
- Trichilia bullata
- Trichilia capitata
- Trichilia carinata
- Trichilia casaretti
- Trichilia catigua
- Trichilia cauliflora
- Trichilia chirriactensis
- Trichilia cipo
- Trichilia claussenii
- Trichilia discolor
- Trichilia djalonis
- Trichilia dregeana
- Trichilia elegans
- Trichilia elsae
- Trichilia emarginata
- Trichilia emetica
- Trichilia erythrocarpa
- Trichilia euneura
- Trichilia fasciculata
- Trichilia florbranca
- Trichilia gamopetala
- Trichilia gilgiana
- Trichilia gilletii
- Trichilia glabra
- Trichilia gustavoi
- Trichilia havanensis
- Trichilia hirta
- Trichilia hispida
- Trichilia humblotii
- Trichilia laxipaniculata
- Trichilia lecointei
- Trichilia lepidota
- Trichilia lovettii
- Trichilia luciae
- Trichilia magnifoliola
- Trichilia martiana
- Trichilia martineaui
- Trichilia maynasiana
- Trichilia mazanensis
- Trichilia megalantha
- Trichilia mexicoensis
- Trichilia micrantha
- Trichilia micropetala
- Trichilia monacantha
- Trichilia monadelpha
- Trichilia moschata
- Trichilia mucronata
- Trichilia norbranca
- Trichilia obovata
- Trichilia oligofoliolata
- Trichilia ornithothera
- Trichilia pachypoda
- Trichilia pallens
- Trichilia pallida
- Trichilia pittieri
- Trichilia pleeana
- Trichilia poeppigii
- Trichilia prieureana
- Trichilia primogenita
- Trichilia pseudostipularis
- Trichilia pungens
- Trichilia quadrijuga
- Trichilia quadrivalvis
- Trichilia ramalhoi
- Trichilia reticulata
- Trichilia retusa
- Trichilia rubescens
- Trichilia rubra
- Trichilia sambiranensis
- Trichilia schomburgkii
- Trichilia septentrionalis
- Trichilia silvatica
- Trichilia singularis
- Trichilia solitudinis
- Trichilia stellatotomentosa
- Trichilia stenophylla
- Trichilia stipitata
- Trichilia subcordata
- Trichilia surinamensis
- Trichilia surumuensis
- Trichilia taubertiana
- Trichilia tessmannii
- Trichilia tetrapetala
- Trichilia tomentosa
- Trichilia trachyantha
- Trichilia triacantha
- Trichilia trifolia
- Trichilia trollii
- Trichilia tsaratananensis
- Trichilia tuberculata
- Trichilia ulei
- Trichilia welwitschii
- Trichilia zewaldae